# Pontella spinipedata
Pontella spinipedata is een eenoogkreeftjessoort uit de familie van de Pontellidae. De wetenschappelijke naam van de soort is voor het eerst geldig gepubliceerd in 1989 door Heinrich.